# Burckella sorei
Burckella sorei är en tvåhjärtbladig växtart som beskrevs av Pieter van Royen. Burckella sorei ingår i släktet Burckella och familjen Sapotaceae. IUCN kategoriserar arten globalt som nära hotad. Inga underarter finns listade i Catalogue of Life.